# Linognathus fenneci
Linognathus fenneci är en insektsart som beskrevs av Konrad Fiedler och Stampa 1958. Linognathus fenneci ingår i släktet Linognathus och familjen nötlöss. Inga underarter finns listade i Catalogue of Life.